# Karawankentunnel (jernbane)
 For alternative betydninger, se Karawankentunnel. (Se også artikler, som begynder med Karawankentunnel)
Karawankentunnel er en jernbanetunnel i Østrig på jernbanelinjen Villach-Jesenice-Ljubljana. Tunnelen forbinder Rosenbach i Kärnten i Østrig og Jesenice i Slovenien. Jernbanen blev bygget som led i den vigtige forbindelse mellem den i det østrig-ungarske riges betydningsfulde havneby Trieste og Kärntens hovedstad Klagenfurt.
Med sine 7.976 m er den tosporede tunnel den fjerdelængste jernbanetunnel i Østrig. Den blev åbnet den 1. oktober 1906. Den fører ind under Karawanken og ligger 637 m under bjergryggen. I forbindelse med bygningen af tunnelen etablerede man i 1902 et selvstændigt kraftværk i Rosenbach, der er en bydel i Sankt Jakob in Rosental. Herfra forsyner man banegårde og jernbaneanlægget med 50 Hz vekselstrøm.